# Stanisław Stahlberger
Stanisław Emil Witold Stahlberger (ur. 18 kwietnia 1891 w Jadamwoli, zm. 17 stycznia 1959) – major piechoty Wojska Polskiego, kawaler Orderu Virtuti Militari.

## Życiorys
Urodził się 18 kwietnia 1891 w Jadamwoli. W czasie I wojny światowej walczył w szeregach cesarsko-królewskiej Obrony Krajowej. 1 maja 1915 roku został mianowany chorążym rezerwy piechoty. W 1917 roku jego oddziałem macierzystym był Pułk Strzelców Nr 32. W 1918 roku działał w konspiracyjnej organizacji „Wolność”.
Po odzyskaniu przez Polskę niepodległości został przyjęty do Wojska Polskiego dekretem z 3 kwietnia 1919 z zatwierdzeniem posiadanego stopnia chorążego. Otrzymał przydział z dniem 1 listopada 1918 do 20 pułku piechoty. W szeregach 2 pułku strzelców podhalańskich brał udział w wojnie polsko-bolszewickiej. Został odznaczony Krzyżem Srebrnym Orderu Wojskowego Virtuti Militari.
Został awansowany do stopnia kapitana rezerwy piechoty ze starszeństwem z dniem 1 czerwca 1919 roku. Był oficerem rezerwowym zatrzymanym w służbie czynnej odpowiednio 2 pułku strzelców podhalańskich w Sanoku w 1923 i 6 pułku strzelców podhalańskich w Stryju. W 1928 był zweryfikowany z lokatą 22 i służył w 6 pułku strzelców podhalańskich. 2 kwietnia 1929 roku został mianowany majorem ze starszeństwem z 1 stycznia 1929 roku i 76. lokatą w korpusie oficerów piechoty. 6 lipca 1929 roku został przeniesiony do 2 pułku strzelców podhalańskich w Sanoku na stanowisko dowódcy batalionu. Do 1939 był II zastępcą dowódcy (kwatermistrzem) 2 pułku strzelców podhalańskich. W Sanoku w latach 30. był członkiem sanockiego koła Polskiego Towarzystwa Tatrzańskiego.

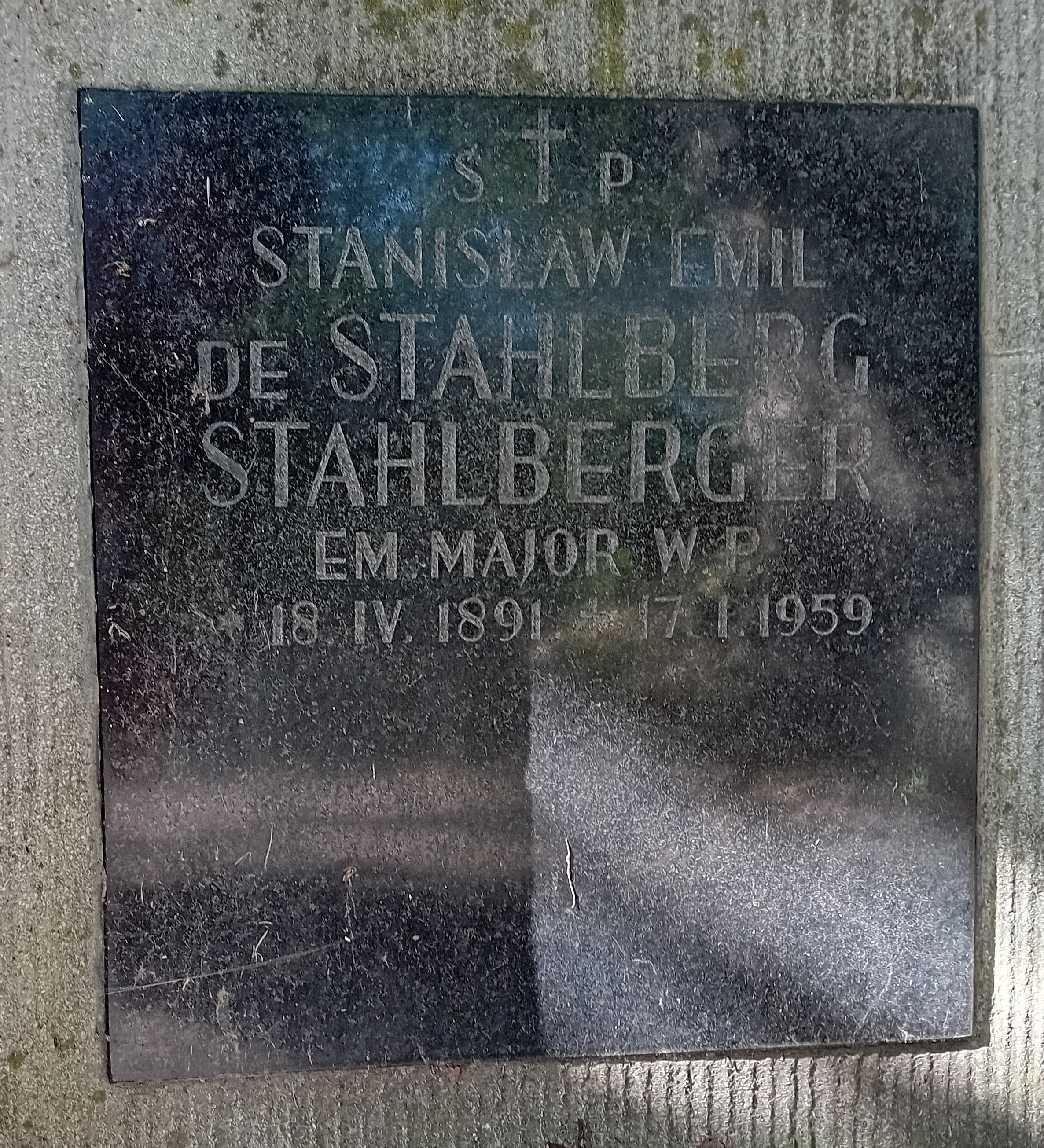
Nagrobek Stanisława Stahlbergera

Po wybuchu II wojny światowej w okresie kampanii wrześniowej 1939 został dowódcą batalionu nadwyżek (drugiego rzutu) 2 pułku strzelców podhalańskich w składzie Ośrodka Zapasowego 22 Dywizji Piechoty Górskiej, który został rozbity 11 września w Samborze.
Zmarł 17 stycznia 1959 i został pochowany na cmentarzu Rakowickim w Krakowie (kwatera LXIV-4-13).

## Ordery i odznaczenia
- Krzyż Srebrny Orderu Wojskowego Virtuti Militari nr 8157
- Złoty Krzyż Zasługi (19 marca 1936)[24][25]
- Srebrny Medal Waleczności 1 klasy (Austro-Węgry)